# Palazzo della Pilotta
El Palazzo della Pilotta és un centre d'edificis situats entre Piazzale della Pastura i la zona de Lungoparma, al centre històric de Parma, regió d'Emília-Romanya, Itàlia. El seu nom deriva del joc de pilota al qual jugaven els soldats espanyols destacats a la ciutat de Parma.

## Història

Transformació de la Pilotta al llarg del temps

Construït al voltant del 1583, durant els últims anys del govern d'Octavi Farnese, Duc des de 1556 fins 1586, es va desenvolupar al voltant del corredor (Corridore) que connecta la torre de l'homenatge anomenada Rocchetta, de la que queden rastres a un costat del riu Parma, al Palau Ducal. Una última obra, iniciada el 1622 per iniciativa del duc Ranuccio I (de 1592 a 1622), mai va ser acabada. La façana de la Piazza della Ghiaia ha desaparegut i l'església Dominicana de Sant Pere annexa va ser demolida recentment.
El complex existent inclou tres patis: el Cortile di San Pietro Martire (ara més conegut com a Cortile della Pilotta); el Cortile del Guazzatoio (originalment della pilota); i el Cortile della Racchetta. La Pilotta contenia els estables i les residències; el Saló de l'Acadèmia i altres habitacions i un saló gegantesc, que més tard es va convertir en el Teatre Farnese.
Acabat el domini de la família Farnese a Parma, gran part dels béns mobles del palau van ser retirats pel llavors duc Carles I, més tard rei d'Espanya, i traslladats a Nàpols en la dècada de 1730. La Biblioteca Palatina es va establir aquí cap al 1769. Entre altres personatges, Isabel Farnese, reina d'Espanya, va néixer al Palazzo della Pilotta el 1692.

## El Palau avui dia
El 2015, l'edifici contenia, a part de la Biblioteca, una sèrie d'institucions culturals i museus:
- Museo archeologico nazionale di Parma Il monumento a Giuseppe Verdi.

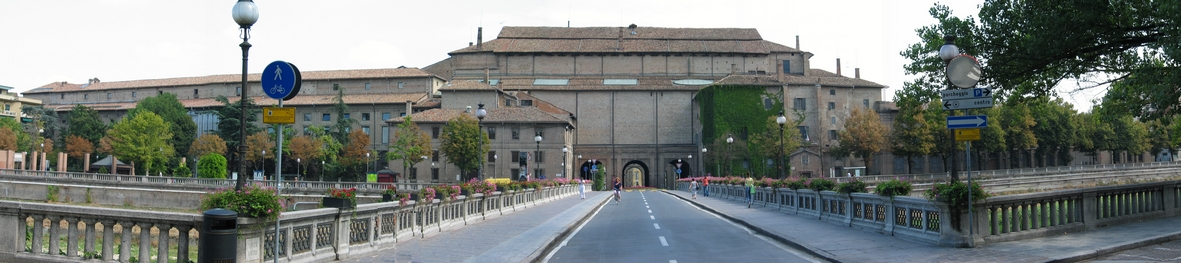
Vista panoramica des del Ponte Verdi (entrada al Parc ducal).

- Istituto d'Arte Paolo Toschi
- Biblioteca Palatina
- Museo Bodoniano
- Teatro Farnese
- Galleria Nazionale di Parma

## Galleria de fotos

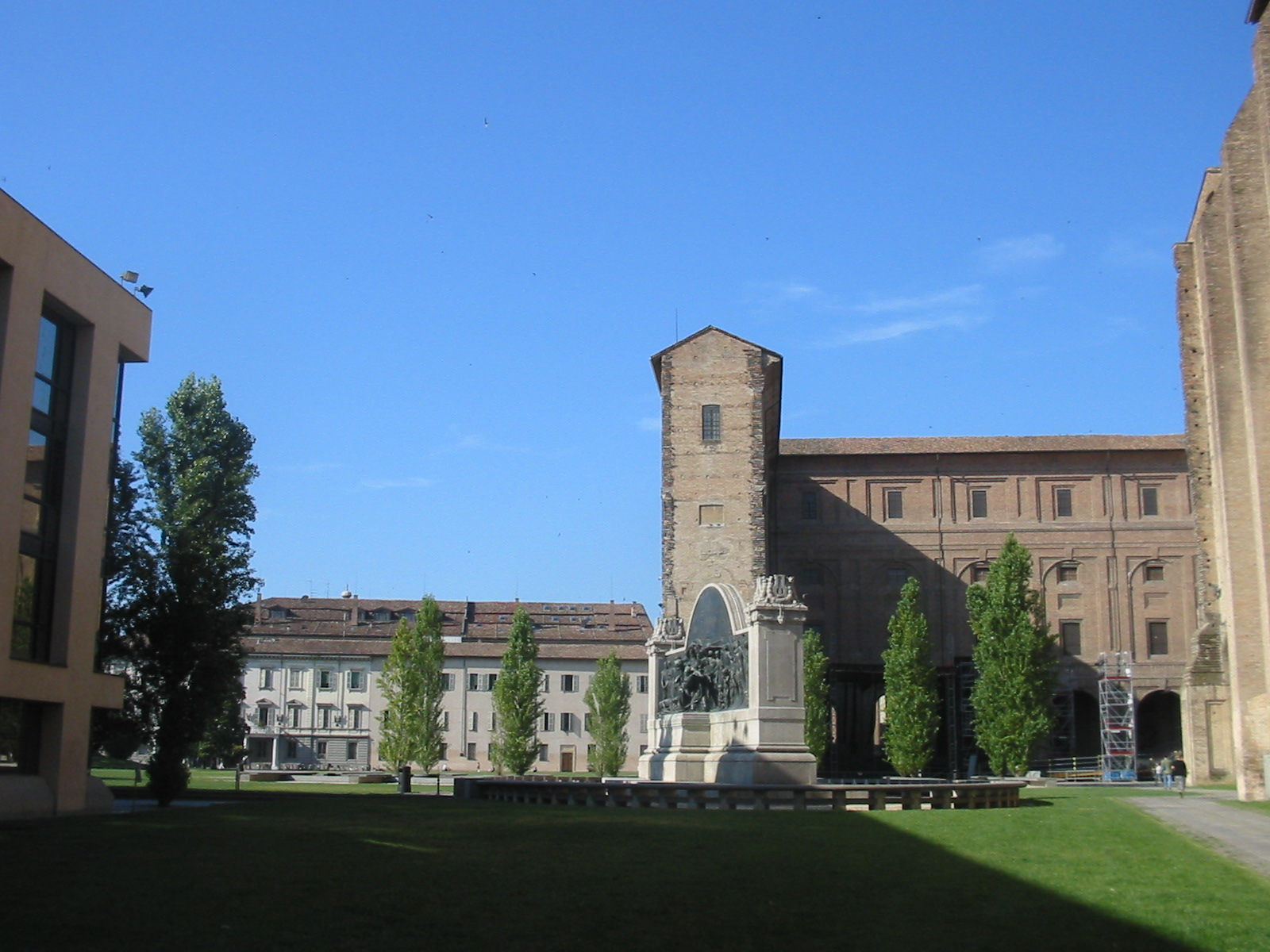
El cortile della Pilotta
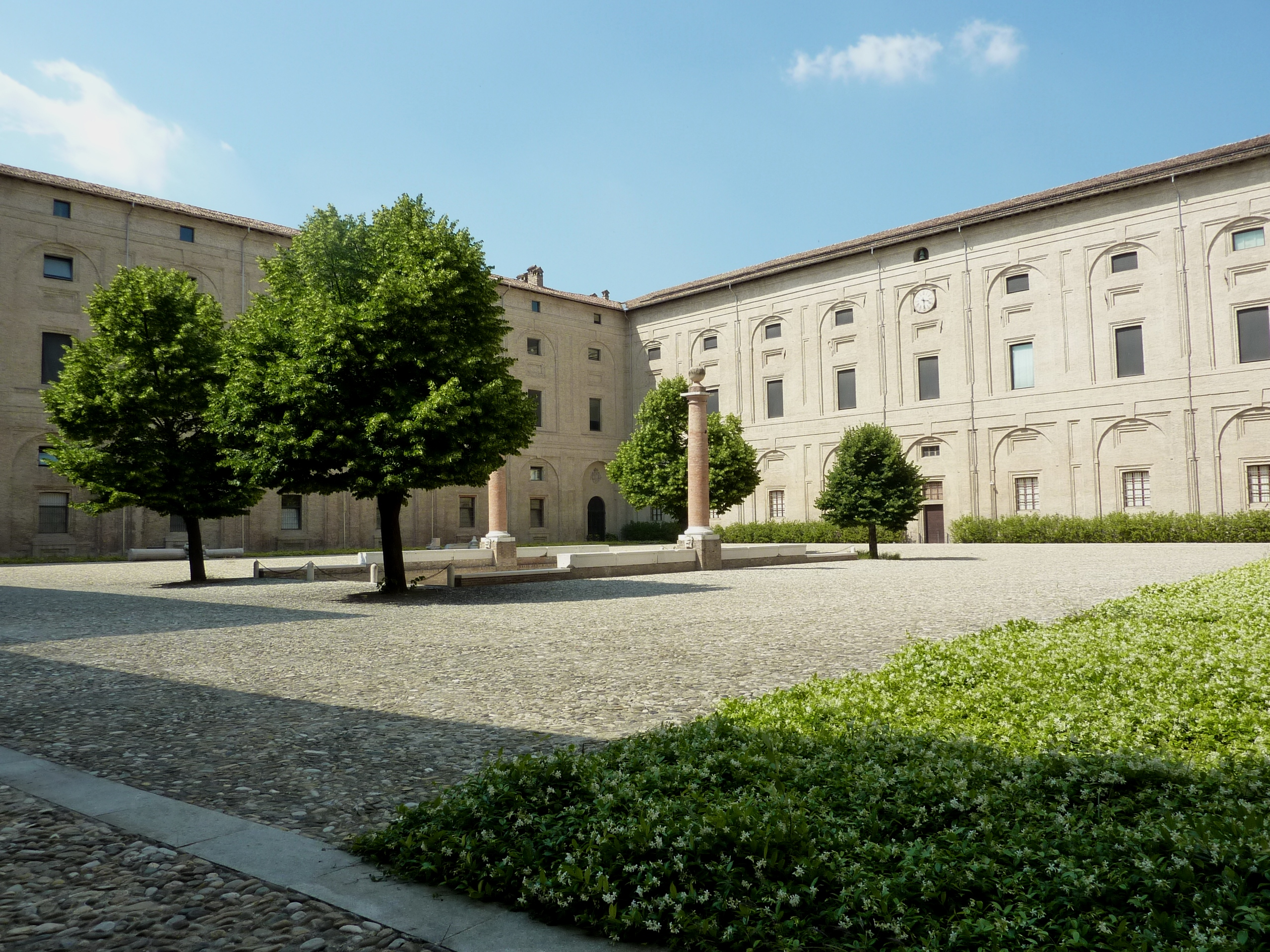
El cortile del Guazzatoio
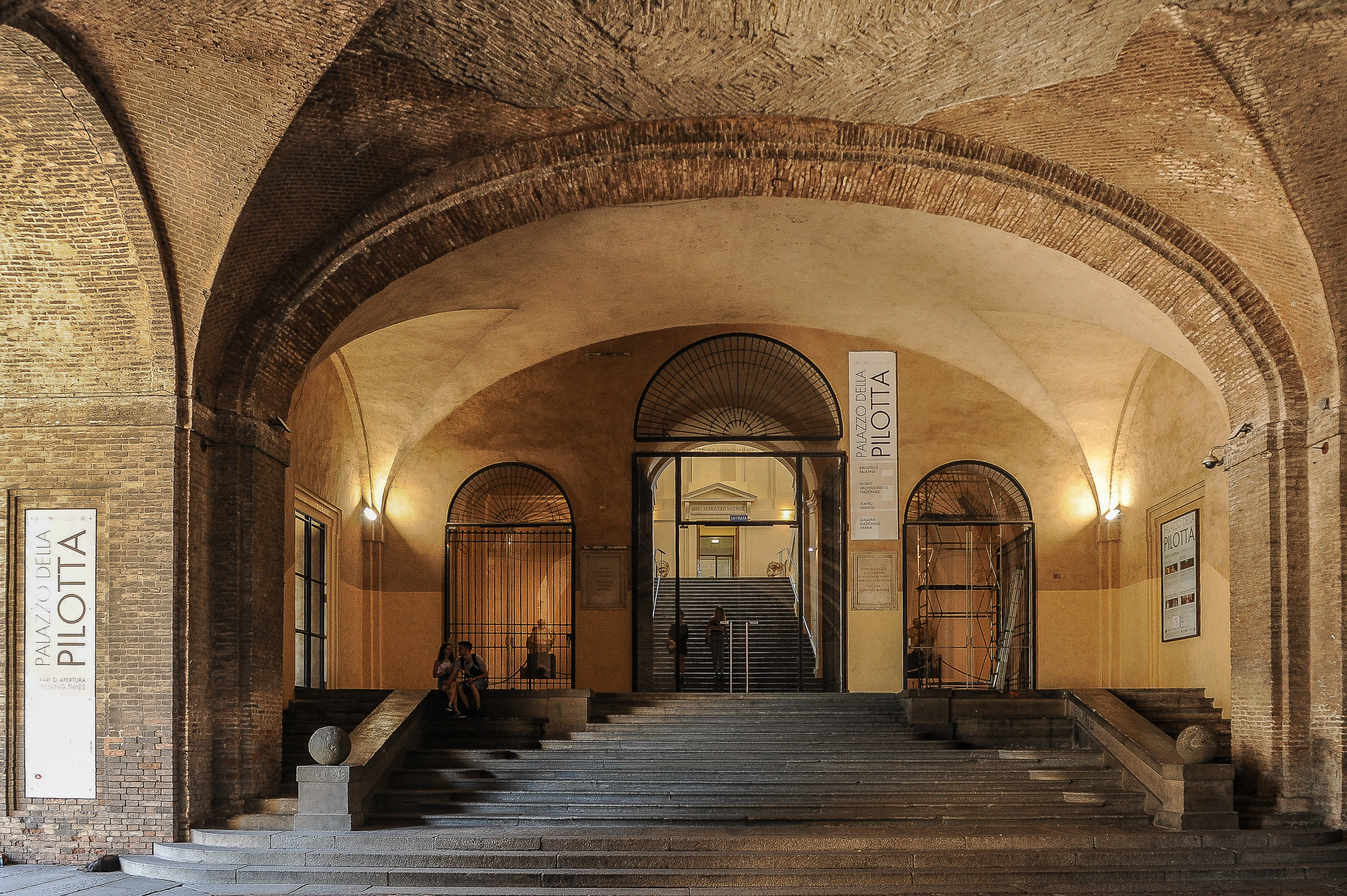
Galeria o pòrtic de la Pilotta
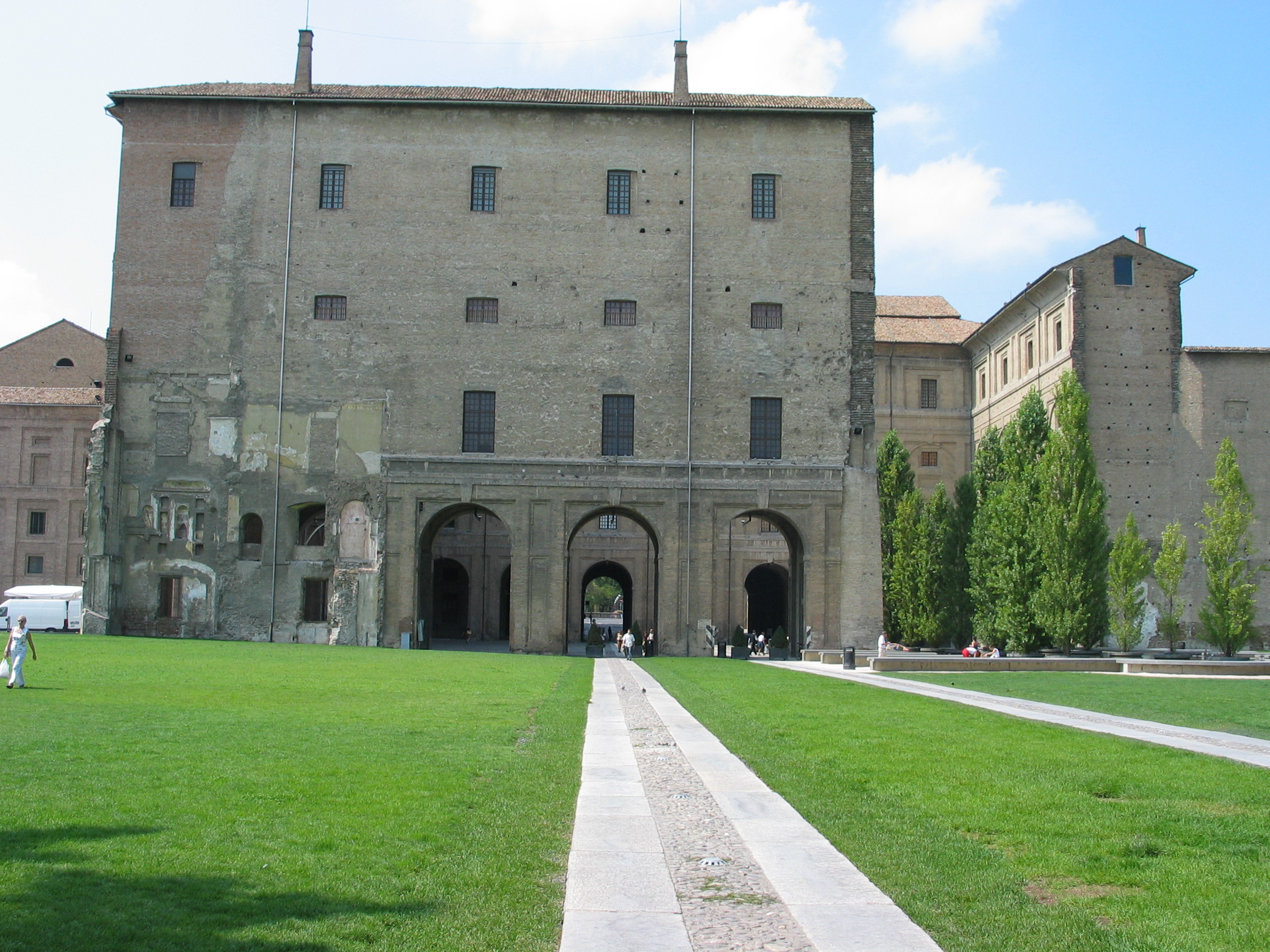
Passeig per als vianants que va de via Garibaldi al Palazzo della Pilotta
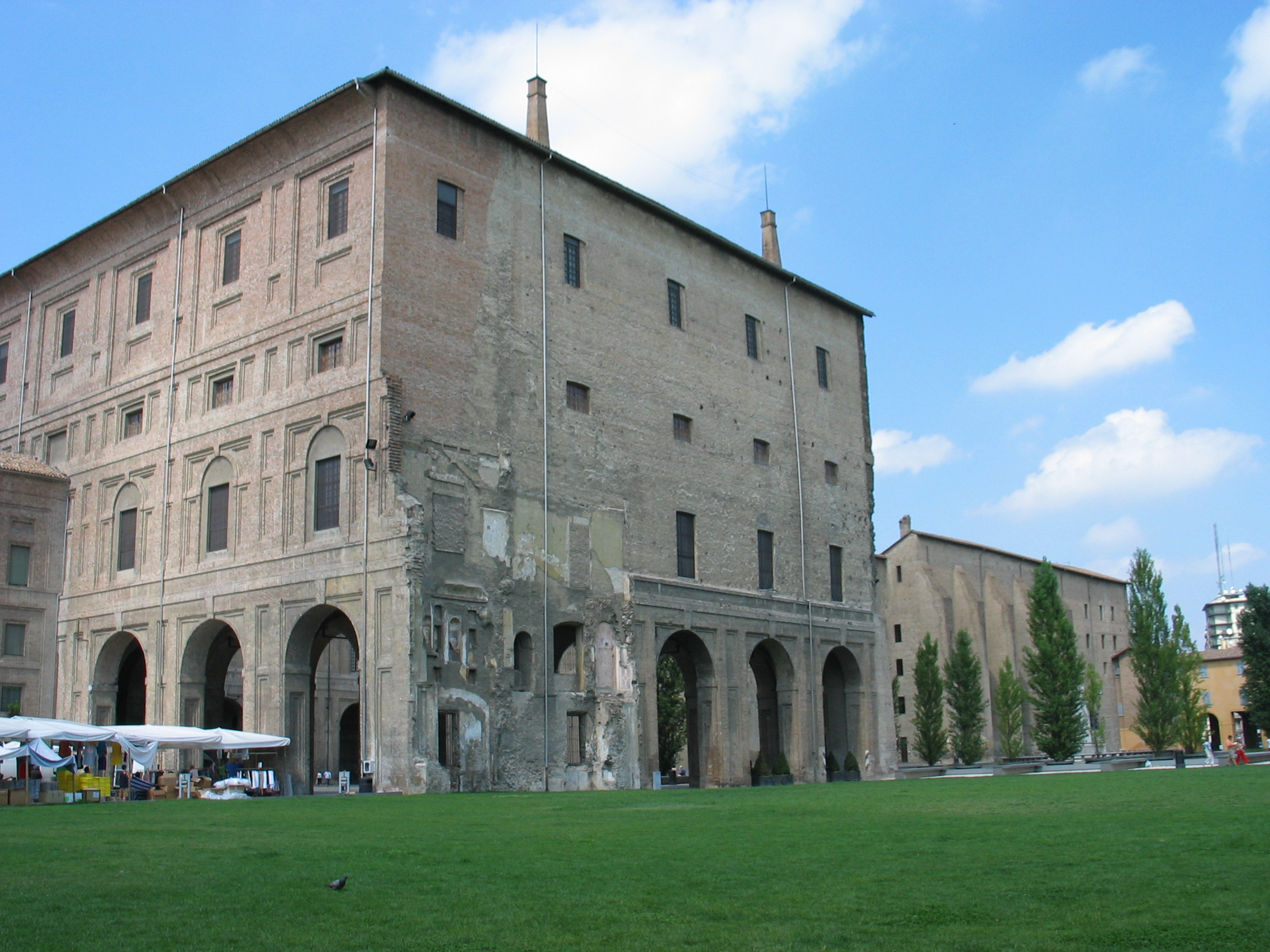
Palazzo della Pilotta